# Arkyd-6

Arkyd-6

O Arkyd-6 (A6) é um nanossatélite de demonstração de tecnologia, pertencente a Planetary Resources, baseado no modelo 6U CubeSat como fator de forma que seria utilizado nos planejados satélites Arkyd-100 para prospecção de asteroide. O satélite foi utilizado para testar sistemas para os futuros satélites Arkyd-100.

## Lançamento
O satélite foi lançado com sucesso ao espaço no dia 12 de janeiro de 2018.